# اولی کرانکشاو
اولی کرانکشاو (انگلیسی: Ollie Crankshaw؛ زادهٔ ۱۲ اوت ۱۹۹۸) بازیکن فوتبال اهل بریتانیا است.
از باشگاه‌هایی که در آن بازی کرده‌است می‌توان به باشگاه فوتبال ویگان اتلتیک اشاره کرد.